# F・W・ムルナウ
フリードリヒ・ヴィルヘルム・ムルナウ（Friedrich Wilhelm Murnau, 1888年12月28日 - 1931年3月11日）は、ドイツの映画監督。サイレント時代の巨匠で、フリッツ・ラングらとともにドイツ表現主義映画を代表する監督である。

## 生涯
1888年12月28日、ドイツ帝国のビーレフェルトに生まれる。父のハインリヒはドイツ北西部にある布工場の所有者であり、母は彼の2番目の妻だった。そのため、2人の兄弟と2人の異母姉がいた。7歳のときからはカッセルで育っている。
ハイデルベルク大学に入学して美術史と文学を学ぶが、幼いころから興味を持っていた演劇の世界に入り、ベルリンのマックス・ラインハルトによる指導下で俳優となり、演出助手も務めた。やがて第一次世界大戦にパイロットとして従軍するが、スイスに不時着したことから抑留される。その間に舞台の演出コンクールで一等賞を取り、ベルンのドイツ大使館でプロパガンダ映画の製作に関わった。

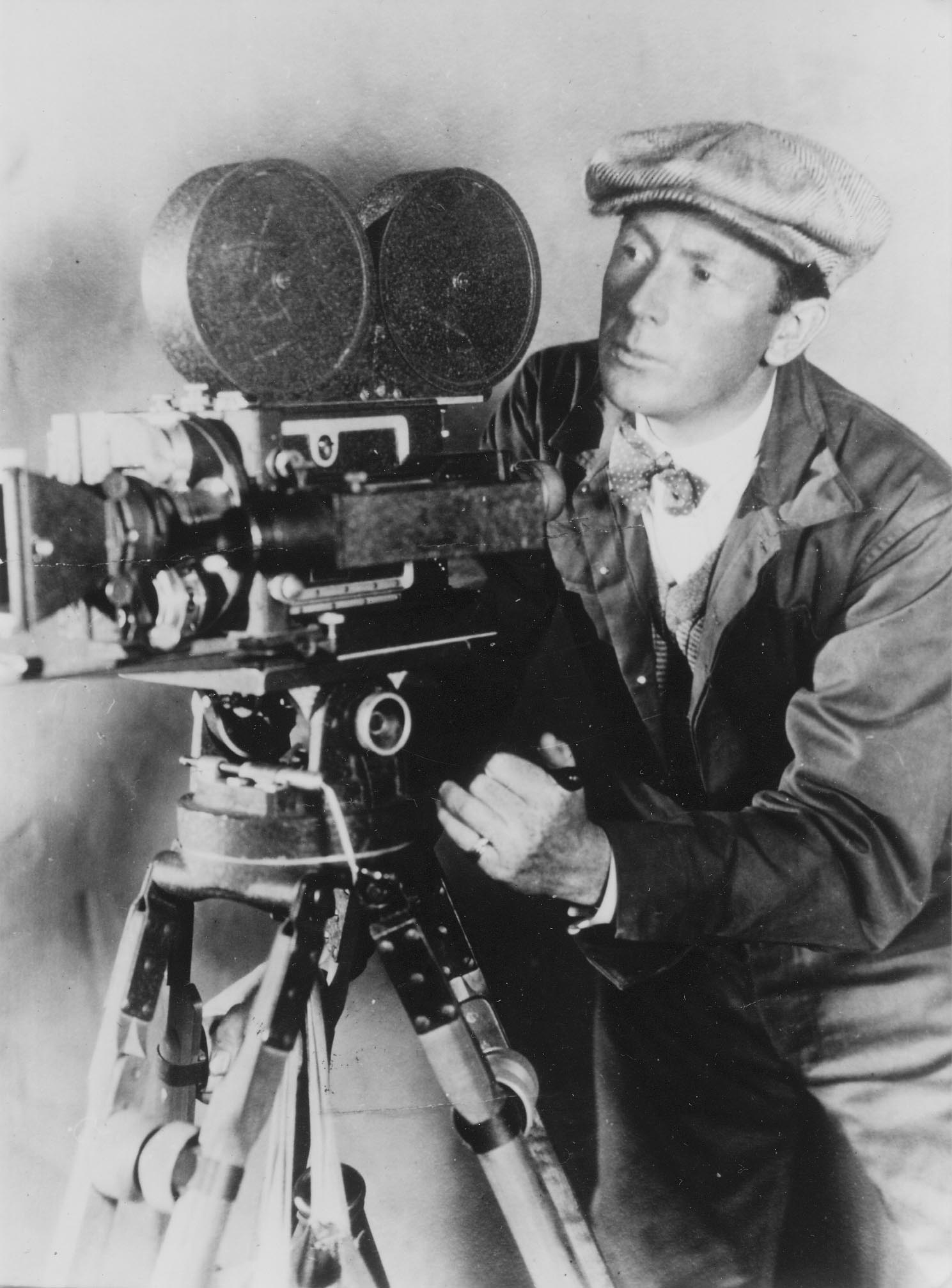
1920年頃のムルナウ

終戦後の1919年、コンラート・ファイトとともに映画スタジオを設立し、監督デビューした。1922年、プラーナ・フィルム社の配給で『吸血鬼ノスフェラトゥ』を監督。ブラム・ストーカーの小説『吸血鬼ドラキュラ』を映画化した作品だったが、ストーカーの未亡人に著作権侵害で訴えられ、1925年にフィルムの破棄を命じられてしまう。様式化されたセットを使わずロケーション撮影を行い、ネガ反転やコマ落としなどの技法を使って不気味さと恐怖感を描き出し、表現主義を代表する異色ホラー映画となった。
その後、ウーファ社に移籍し、脚本家のカール・マイヤーと組む。1924年、カールの脚本による『最後の人』では中間字幕を一切使わないという試みを行い、映像技術とともに高く評価され、表現主義の傑作と呼ばれたと同時にムルナウの代表作の1つとなった。
『ファウスト』製作後の1927年、ウィリアム・フォックスの招きでハリウッドに渡り、フォックス社で製作した渡米第1作の『サンライズ』は、映画界で初めてサウンドカメラによる撮影と、移動撮影による映像美が高く評価され、アカデミー賞芸術作品賞を受賞し、サイレント末期を代表する作品となった。
1931年、ドキュメンタリー映画作家のロバート・フラハティと共同で『タブウ』を完成させるが、その直後の3月11日にサンタモニカで自動車事故により死去。

## 監督作品

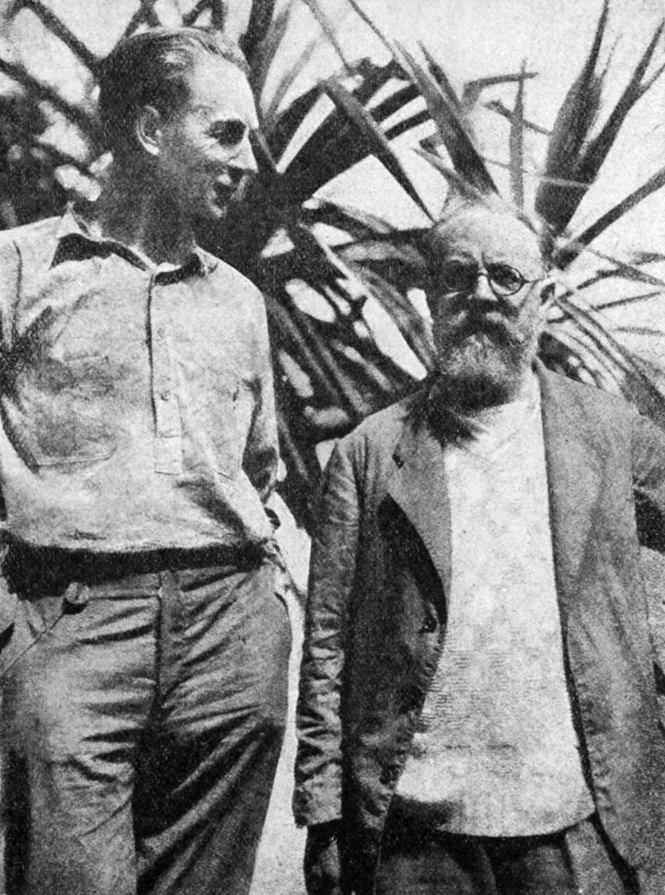
アンリ・マティス（右）とムルナウ（1930年、タヒチにて）

- Der Knabe in Blau （1919年）
- サタン Satanas （1920年）
- Der Bucklige und die Tänzerin （1920年）
- ジェキル博士とハイド Der Januskopf （1920年）
- Abend - Nacht - Morgen （1920年）
- Sehnsucht （1920年）
- Der Gang in die Nacht （1920年）
- フォーゲルエート城 Schloß Vogelöd（1921年）
- Marizza （1921年）
- 吸血鬼ノスフェラトゥ Nosferatu, eine Symphonie des Grauens （1922年）
- 燃ゆる大地 Der brennende Acker （1922年）
- ファントム Phantom （1922年）
- Die Austreibung （1923年）
- Die Finanzen des Großherzogs （1924年）
- 最後の人 Der Letzte Mann （1924年）
- タルテュフ（ドイツ語版）Tartüff （1926年）
- ファウスト Faust （1926年）
- サンライズ Sunrise （1927年）
- 四人の悪魔 4 Devils （1928年）
- 都会の女 City Girl / Our Daily Bread （1930年）
- タブウ Tabu （1931年）